# Маковиська (Лодзинське воєводство)
Маковиська (пол. Makowiska) — село в Польщі, у гміні Паєнчно Паєнчанського повіту Лодзинського воєводства.
Населення — 731 особа (2011).
У 1975-1998 роках село належало до Ченстоховського воєводства.

## Демографія
Демографічна структура станом на 31 березня 2011 року:
|          | Загалом | Допрацездатний вік | Працездатний вік | Постпрацездатний вік |
| -------- | ------- | ------------------ | ---------------- | -------------------- |
| Чоловіки | 371     | 75                 | 254              | 42                   |
| Жінки    | 360     | 70                 | 199              | 91                   |
| Разом    | 731     | 145                | 453              | 133                  |